# 約格·梅利
約格·梅利（西班牙語：Jorge Meré；1997年4月17日—）是一位西班牙足球運動員。在場上的位置是中後衛。現效力於墨超球隊CF阿美利加外借至西甲球隊加的斯。他也代表西班牙國家青年足球隊參賽。